# Демарш
Демарш (од француске речи démarche у значењу ход, марширање) или у дипломатији је „дипломатски корак“ или „дипломатски наступ“ односно формални чин којим власт једне државе информише другу или јој даје свој став, предлог или захтев о својим намерама и погледима преко одговарајућег дипломатског канала усменим путем.
Ови дипломатски канали су према међународном јавном праву Министарство спољних послова и дипломатско представништво друге државе. Сагласно Бечкој конвенцији о дипломатским односима (1961) дипломатско представништво сву своју комуникацију врши искључиво преко Министарства спољних послова. Демарш укључује уручивање обавештења, позива, предлога, захтева, примедба, протеста, осуда или изношење другог политичког става за одређено понашање или одсуство реаговања власти државе којој је демарш упућен или политичког става за одређену политичку или правну ситуацију. Демарш може да садржи захтеве за објашњење неке политичке или правне ситуације или захтеве за(јавно) изношење става или изјашњавање о позицији по неком питању, чак и таквом које се односи на треће државе. Градација садржине оваквог дипломатског корака може бити од информисања, изражавања жаљења(нпр. саучешћа) или церемонијалних позива, па до отворених притисака, условљавања (уцењивања), ултиматума или обавештења о раскидању дипломатских односа или о отпочињању рата (што је увек у писаној форми). Демарш, према општем правилу као усмени дипломатски акт, често не оставља писаног трага (мада је то у битним стварима увек случај). Отпочињање дипломатске мисије једне државе у другој по правилу се исто врши разменом писмених демарша односно дипломатских нота о успостављању мисија у овим земљама. Демарш је усмено средство комуникације којим се служе и мисије и министарство спољних послова.

## Класификација и подела демарша
Демарши се деле, према врсти и циљу, на усмене и писмене врсте демарша. Писмени дипломатски демарши или наступи се називају дипломатске ноте. Независно да ли су у усменом или писменом облику ови формални политички кораци имају исто правно дејство. Према међународном праву усмене изјаве Министра спољних послова, Председника и Премијера обавезују државу, исто као и писмени акти односно имају исто правно дејство.
Према предмету или циљу демарш се, условно узевши, може класификовати на три најчешћа вида:
- Први вид је давање или тражење информација и обавештења о неком предмету или ставу.
- Други вид је демарш којим се даје одређени предлог.
- Трећи је дипломатски корак којим се нешто захтева, тражи или упозорава друга страна на одређено понашање (које се нпр. сматра неприхватљивим или непријатељским).